# Yuval Spungin
Yuval Spungin (Hebreeuws: יובל שפונגין) (Ramat Gan, 3 april 1987) is een Israëlisch voetballer die sinds 2013 bij RAEC Mons speelt als rechtsback.
Op 7 maart 2007 maakte hij zijn debuut in het Israëlisch voetbalelftal in een vriendschappelijk due ltegen het Oekraïens voetbalelftal. Zijn eerst serieuze interland speelde hij op 24 maart 2007 tegen het Engels voetbalelftal. Spungin is van Estse origine en heeft naast een Israëlisch paspoort ook een Ests paspoort.

## EK onder 21 2007
Yuval Spungin speelde met het Israëlisch voetbalelftal onder 21 op het EK onder 21 in Nederland. Israël werd in de groepsfase uitgeschakeld en scoorde geen enkel doelpunt.
2 Cohen ·
3 Revivo ·
4 Lemkin ·
5 Nachmias ·
6 Asante ·
7 Zahavi  ·
9 Turgeman ·
11 Yehezkel ·
13 Shlomo ·
14 Van Overeem ·
15 Malede ·
16 Kanichowsky ·
16 Patati ·
18 Stojić ·
19 Madmon ·
20 Addo ·
22 Melika ·
23 Sluga ·
27 Davidadza ·
28 Sissokho ·
33 Layous ·
36 Shahar ·
42 Peretz ·
55 Bitton ·
77 Davida ·
90 Mishpati ·
Coach: Lazetić